# Asphodelus viscidulus
Asphodelus viscidulus là một loài thực vật có hoa trong họ Thích diệp thụ. Loài này được Boiss. miêu tả khoa học đầu tiên năm 1846.